# La mujer en el budismo
La mujer en el budismo es un tema que puede abordarse desde diversas perspectivas, incluidas las de la teología, la historia, la antropología y el feminismo. Los intereses temáticos incluyen el estatus teológico de las mujeres, el tratamiento de las mujeres en las sociedades budistas en el hogar y en público, la historia de las mujeres en el budismo y una comparación de las experiencias de las mujeres en las diferentes formas de budismo. Al igual que en otras religiónes, las experiencias de las mujeres budistas han variado considerablemente.
Los académicos como Bernard Faure y Miranda Shaw coinciden en que los estudios budistas están en sus inicios en cuanto a abordar las cuestiones de género. Shaw ofreció una visión general de la situación en 1994:

En el caso del budismo indo-tibetano, se han hecho algunos progresos en las áreas relacionadas a la mujer en el budismo temprano, el monacato y el budismo mahayana. Dos artículos han abordado seriamente el tema de las mujeres en el budismo tántrico de la India, mientras que se ha prestado algo más de atención a las monjas tibetanas y a las yoguinis laicas.

Sin embargo, Khandro Rinpoche, una lama femenina en el budismo tibetano, resta importancia a la creciente atención al tema:

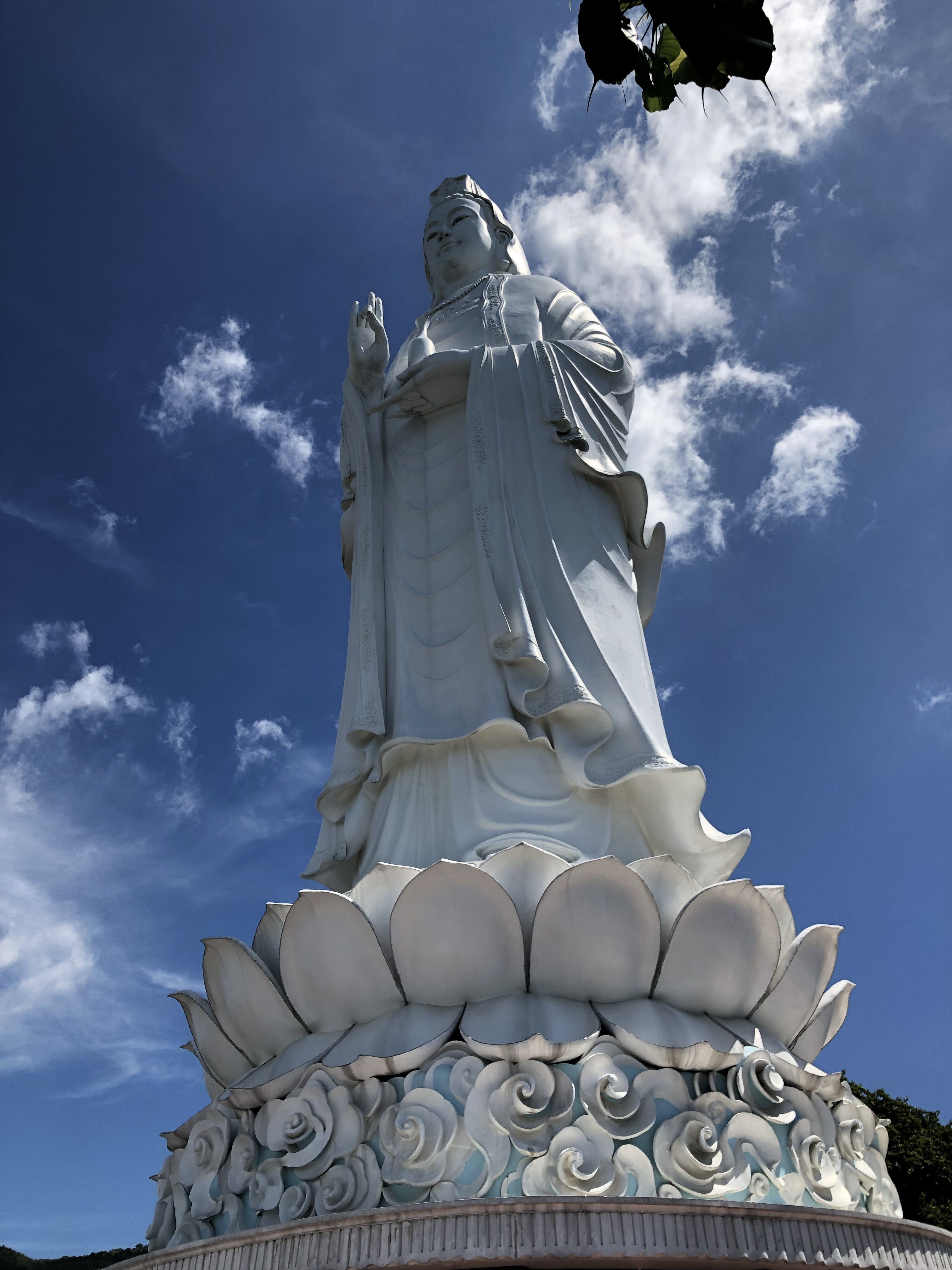
Lady Buddha (Quan Âm), Danang es la estatua de Buda más grande de Vietnam.

Cuando se habla de la mujer y el budismo, he notado que la gente a menudo considera el tema como algo nuevo y diferente. Creen que las mujeres en el budismo se han convertido en un tema importante porque vivimos en tiempos modernos y muchas mujeres están practicando el Dharma ahora. Sin embargo, esto no es así. La sangha femenina ha estado aquí durante siglos. No estamos trayendo algo nuevo a una tradición de 2,500 años. Las raíces están ahí, y simplemente estamos revitalizándolas.

Masatoshi Ueki realizó una evaluación exhaustiva del estatus de las mujeres y la igualdad de género en el budismo, basada en un análisis textual diacrónico de la literatura budista desde las primeras escuelas budistas hasta el Sutra del Loto. Ueki empleó una interpretación matizada de los términos 'masculino' y 'femenino' más allá de las características biológicas, enfatizando en cambio sus roles funcionales dentro de la sociedad, a los que se refería como las cualidades del 'principio masculino' o Yang y las cualidades del 'principio femenino' o Yin. Su investigación culminó en la conclusión de que las enseñanzas de Shakyamuni no hacen distinción respecto a la iluminación de las mujeres, afirmando así la igualdad de género en el budismo.

El establecimiento del principio masculino en igual medida con el principio femenino es el orden natural de las cosas. Nunca deben existir en una relación mutuamente excluyente. No debe haber énfasis en uno a expensas del otro, ya que ambos son indispensables. ... será el establecimiento del verdadero yo una realidad tanto para hombres como para mujeres.

## Cronología de la mujer en el budismo
- Siglo IV a. C.: Mahapajapati Gotami, la tía y madre adoptiva de Buda, fue la primera mujer en recibir la ordenación budista.[4][5]
- Siglo V: Prajñātārā fue el vigésimo séptimo Patriarca indio del budismo zen y maestro de Bodhidharma.[6] Aunque generalmente se ha asumido que Prajñātārā era hombre y está listado entre los Patriarcas del Chan (todos los cuales son hombres), los practicantes budistas del siglo XX han sugerido que Prajñātārā podría haber sido una mujer.[7]
- Siglo XIII: La primera maestra zen en Japón fue la abadesa japonesa Mugai Nyodai (1223–1298).[8][9]
- 1880: Madame Blavatsky y el coronel Henry Olcott se convirtieron en los primeros occidentales en recibir refugios y preceptos, la ceremonia por la cual uno se convierte tradicionalmente en budista; por lo tanto, Blavatsky fue la primera mujer occidental en hacerlo.[10]
- 1928: Se aprobó una ley secular en Tailandia que prohibía la ordenación completa de mujeres en el budismo. Sin embargo, esta ley fue revocada algún tiempo después de que Varanggana Vanavichayen se convirtiera en la primera monja en ser ordenada en Tailandia en 2002.
- 1966: Freda Bedi, una mujer británica, se convirtió en la primera mujer occidental en tomar la ordenación en el budismo tibetano.[11]
- 1971: Voramai, también llamada Ta Tao Fa Tzu, se convirtió en la primera mujer tailandesa completamente ordenada en la línea Mahayana en Taiwán y convirtió su hogar familiar en un monasterio.[12][13]
- 1976: Karuna Dharma se convirtió en el primer miembro femenino completamente ordenado de la comunidad monástica budista en los EE. UU.[14]
- 1981: Ani Pema Chodron es una mujer estadounidense que fue ordenada como bhikkhuni (una monja budista completamente ordenada) en un lineage del budismo tibetano en 1981. Pema Chödrön fue la primera mujer estadounidense en ser ordenada como monja budista en la tradición budista tibetana.[15][16]
- 1988: Jetsunma Ahkon Lhamo, una mujer estadounidense anteriormente llamada Catharine Burroughs, se convirtió en la primera mujer occidental en ser nombrada lama reencarnada.[17]
- 1996: A través de los esfuerzos de Sakyadhita, una Asociación Internacional de Mujeres Budistas, diez mujeres de Sri Lanka fueron ordenadas como bhikkhunis en Sarnath, India.[18]
- 1996: Subhana Barzaghi Roshi se convirtió en la primera roshi femenina del Sangha Diamante cuando recibió la transmisión el 9 de marzo de 1996 en Australia. En la ceremonia, Subhana también se convirtió en la primera roshi femenina en la línea de Robert Aitken Roshi.[19]
- 1998: Sherry Chayat, nacida en Brooklyn, se convirtió en la primera mujer estadounidense en recibir la transmisión en la escuela Rinzai del budismo.[20][21][22]
- 1998: Después de 900 años sin tales ordenaciones, Sri Lanka volvió a ordenar mujeres como monjas budistas completamente ordenadas, llamadas bhikkhunis.[23]
- 2002: Khenmo Drolma, una mujer estadounidense, se convirtió en la primera bhikkhuni (monja budista completamente ordenada) en la línea Drikung Kagyu del budismo, viajando a Taiwán para ser ordenada.[24]
- 2002: Una monja budista de 55 años, Varanggana Vanavichayen, se convirtió en la primera monja en ser ordenada en Tailandia. Fue ordenada por una monja de Sri Lanka en presencia de un monje tailandés. Las escrituras Theravada, según se interpretan en Tailandia, requieren que para que una mujer sea ordenada como monja, la ceremonia debe ser asistida tanto por un monje como por una monja.[25] Algún tiempo después, se revocó una ley secular en Tailandia que prohibía la ordenación completa de mujeres en el budismo, la cual había sido aprobada en 1928.
- 2003: Ayya Sudhamma Bhikkhuni se convirtió en la primera mujer nacida en EE. UU. en obtener la ordenación de bhikkhuni en la escuela Theravada en Sri Lanka.[26][27][28]
- 2003: El 28 de febrero de 2003, Dhammananda Bhikkhuni, anteriormente conocida como Chatsumarn Kabilsingh, se convirtió en la primera mujer tailandesa en recibir la ordenación completa como monja Theravada.[29] Fue ordenada en Sri Lanka.[30]
- 2003: Saccavadi y Gunasari fueron ordenadas como bhikkhunis en Sri Lanka, convirtiéndose así en las primeras novicias birmanas en tiempos modernos en recibir la ordenación superior en Sri Lanka.[31]

- 2004: Khenmo Drolma, estadounidense, se convirtió en la primera occidental de cualquier sexo en ser nombrada como abad en la línea del budismo Drikung Kagyu, ella sigue ejerciendo el rol de abad en el Monasterio Vajra Dakini en Vermont (el primer monasterio de monjas budistas tibetanas de América) en 2004.[32]
- 2004: La teniente de la Marina de los EE. UU. Jeanette Shin se convirtió en la primera capellana budista, hombre o mujer, en el Ejército de los EE. UU.[33]
- 2006: Merle Kodo Boyd, nacida en Texas, se convirtió en la primera mujer afroamericana en recibir la transmisión del Dharma en el budismo zen.[34]
- 2006: Por primera vez en la historia de Estados Unidos, se llevó a cabo una ordenación budista donde una mujer estadounidense (Sister Khanti-Khema) tomó los votos de Samaneri (novicia) con un monje estadounidense (Bhante Vimalaramsi) presidiendo. Esto se hizo por la Tradición Budista Americana del Bosque en el Centro de Meditación Dhamma Sukha en Missouri.[35]
- 2007: Myokei Caine-Barrett, nacida y ordenada en Japón, se convirtió en la primera sacerdotisa Nichiren en su Orden Nichiren afiliada de América del Norte.[36]
- 2009: La primera ordenación de Bhikkhuni en Australia en la tradición budista Theravada se realizó en Perth, Australia, el 22 de octubre de 2009 en el Monasterio Bodhinyana. La abadesa Vayama junto con Nirodha, Seri y Hasapanna fueron ordenadas como Bhikkhunis por un acto dual de Sangha de Bhikkhus y Bhikkhunis de acuerdo con el Vinaya Pali.[37]
- 2010: La Soto Zen Buddhist Association (SZBA) aprobó un documento honrando a las mujeres ancestros en la tradición Zen en su reunión bianual el 8 de octubre de 2010. Las mujeres ancestros, que datan de 2,500 años atrás en India, China y Japón, podrían incluirse así en el plan de estudios, rituales y entrenamiento ofrecidos a los estudiantes de Zen occidentales.[38]
- 2010: El primer monasterio de monjas budistas tibetanas en Estados Unidos (Monasterio Vajra Dakini en Vermont), que ofrece la ordenación de novicias en la línea Drikung Kagyu del budismo, fue oficialmente consagrado.[32]
- 2010: En el norte de California, cuatro monjas novicias recibieron la ordenación completa de bhikkhuni en la tradición tailandesa Theravada, que incluyó la ceremonia de doble ordenación. Bhante Gunaratana y otros monjes y monjas estuvieron presentes. Fue la primera ordenación de este tipo en el hemisferio occidental.[39] Al mes siguiente, se completaron más ordenaciones completas en el sur de California, dirigidas por Walpola Piyananda y otros monjes y monjas. Las bhikkhunis ordenadas en el sur de California fueron Lakshapathiye Samadhi (nacida en Sri Lanka), Cariyapanna, Susila, Sammasati (todas nacidas en Vietnam), y Uttamanyana (nacida en Myanmar).[40]
- 2011: En abril de 2011, el Institute for Buddhist Dialectical Studies (IBD) en Dharamsala, India, otorgó el grado de geshema (un título académico budista tibetano) a Kelsang Wangmo, una monja alemana, convirtiéndola así en la primera mujer en recibir ese título en el mundo.[41][42][43]
- 2012: Emma Slade, una mujer británica, se convirtió en la primera mujer occidental en ser ordenada como monja budista en Bután.[44]
- 2013: Las mujeres tibetanas pudieron tomar los exámenes de geshe por primera vez.[45] Geshe es un título académico budista tibetano para monjes y monjas.
- 2015: La primera ordenación de bhikkhuni en Alemania, la ordenación de bhikkhuni Theravada de la monja alemana Samaneri Dhira, ocurrió el 21 de junio de 2015, en Anenja Vihara.[46]
- 2016: Veinte monjas budistas tibetanas se convirtieron en las primeras mujeres tibetanas en obtener títulos de geshema.[47][43]
- 2022: Terri Omori es nombrada la primera presidenta femenina de los 12,000 miembros fuertes de las Buddhist Churches of America.[48]

## Las mujeres en el budismo temprano
El fundador del budismo, Gautama Buddha, permitió a las mujeres unirse a su comunidad monástica y participar plenamente en ella, aunque había ciertas disposiciones o garudhammas. Como comenta Susan Murcott, "La sangha de las monjas fue un experimento radical para su tiempo". De manera similar, Gurmeet Kaur escribe, "Ni en la sociedad ni en la orden monástica se reconoce a las mujeres como líderes espirituales por encima de la autoridad de los hombres. A las bhikkuṇī se les enseña y se les dice sistemáticamente que sigan los pasos de los bhikkhu a través de un mecanismo institucional que es tan fuerte que quien intente desafiarlo enfrenta reacciones adversas de la comunidad budista".
Según Diana Paul, la visión tradicional de las mujeres en el budismo temprano era que eran inferiores. Rita Gross está de acuerdo en que "se encuentra una tendencia misógina en el budismo indio temprano. Pero la presencia de algunas doctrinas claramente misóginas no significa que todo el budismo antiguo de la India fuera misógino".
Hay declaraciones en las escrituras budistas que parecen ser misóginas, como la representación de las mujeres como obstáculos para el progreso espiritual de los hombres o la noción de que nacer mujer deja a uno con menos oportunidades de progreso espiritual. Sin embargo, en sociedades donde los hombres siempre han sido las autoridades y los que tienen más opciones, una visión negativa de las mujeres podría verse simplemente como un reflejo de la realidad política empírica. Además, la literatura religiosa es más probable que se dirija a los hombres. Por lo tanto, encontramos que el énfasis budista en la renunciación de los deseos sensuales se expresa en términos del apego del hombre a la mujer más frecuentemente que de la mujer al hombre. La mezcla de actitudes positivas hacia la feminidad con sentimientos claramente negativos ha llevado a muchos escritores a caracterizar la actitud del budismo temprano hacia las mujeres como profundamente ambivalente.

### Las discípulas más destacadas de Gautama Buddha
El Buda proporcionó los nombres de mujeres, tanto mendicantes como laicas, que eran ejemplos de logro y carácter. Estos están listados en el Pañcama Vagga y Chaṭṭha Vagga del Aṅguttara Nikāya respectivamente:
- La más destacada en antigüedad: Mahāpajāpatī Gotamī
- La más destacada en gran sabiduría: Khemā
- La más destacada en poder psíquico: Uppalavaṇṇā
- La más destacada en memorizar el Vinaya: Paṭācārā
- La más destacada en hablar el Dhamma: Dhammadinna
- La más destacada en absorción: Sundari Nandā
- La más destacada en energía: Soṇā
- La más destacada en clarividencia: Sakulā
- La más destacada en intuición rápida: Bhaddā Kuṇḍalakesā
- La más destacada en recordar vidas pasadas: Bhaddā Kāpilānī
- La más destacada en gran percepción: Bhaddakaccānā
- La más destacada en usar túnicas toscas: Kisāgotamī
- La más destacada en fe: Siṅgālakamātā

Las más destacadas entre las mujeres laicas
- La más destacada en ser la primera en refugiarse: Sujātā Seniyadhītā
- La más destacada como donante: Visākhā
- La más destacada en aprendizaje: Khujjuttarā
- La más destacada en practicar metta: Sāmāvatī
- La más destacada en absorción: Uttarānandamātā
- La más destacada en dar cosas finas: Suppavāsā Koliyadhītā
- La más destacada en cuidar a los enfermos: Suppiyā
- La más destacada en confianza experiencial: Kātiyānī
- La más destacada en fiabilidad: Nakulamātā
- La más destacada en confianza basada en la transmisión oral: Kāḷī de Kuraraghara

## El logro espiritual de las mujeres en el budismo
Las diversas escuelas y tradiciones dentro del budismo tienen diferentes puntos de vista sobre las posibilidades de los logros espirituales de las mujeres. Una corriente significativa enfatiza que, en términos de logro espiritual, las mujeres y los hombres tienen capacidades espirituales iguales y que las mujeres no solo pueden, sino que en muchos casos han alcanzado la liberación espiritual. Esta perspectiva se encuentra en una serie de fuentes de diferentes períodos, incluyendo la literatura budista temprana en la tradición Theravāda, los sūtras Mahāyāna y los escritos tántricos. Hay historias de mujeres e incluso niños que alcanzaron la iluminación durante la época del Buda. Además, las doctrinas budistas no diferencian entre hombres y mujeres, ya que todos, independientemente de su género, estatus o edad, están sujetos a la vejez, lesiones, enfermedades y mortalidad; por lo tanto, el sufrimiento y la impermanencia que marcan la existencia condicionada se aplican a todos.

### Limitaciones en el logro espiritual de las mujeres en el budismo
Según Bernard Faure, "Como la mayoría de los discursos clericales, el budismo es de hecho implacablemente misógino, pero en cuanto a discursos misóginos, es uno de los más flexibles y abiertos a la multiplicidad y la contradicción". Faure afirma que los textos y tradiciones budistas antiguos y medievales, al igual que otras religiones, casi siempre eran desfavorables o discriminatorios contra las mujeres en términos de su capacidad para seguir el Noble camino óctuple, alcanzar la Budeidad y el Nirvana. Esta cuestión de las presunciones sobre la "experiencia religiosa femenina" se encuentra en los textos indios, en las traducciones a lenguas no indias y en los comentarios regionales no indios escritos en reinos de Asia Oriental, como los de China, Japón y el sudeste asiático. Sin embargo, al igual que otras religiones indias, se encuentran excepciones y veneración de mujeres en los textos budistas indios, y las deidades budistas femeninas también se describen en términos positivos y con reverencia. No obstante, las mujeres son vistas como contaminadas por la menstruación, las relaciones sexuales, la muerte y el parto. El renacimiento como mujer se ve en los textos budistas como el resultado de parte del karma pasado, e inferior al de un hombre.
En la tradición budista, las posiciones de aparente poder mundano son a menudo un reflejo de los logros espirituales del individuo. Por ejemplo, los dioses viven en reinos más altos que los seres humanos y, por lo tanto, tienen un cierto nivel de logro espiritual. Los Cakravartins y los Budas también son más espiritualmente avanzados que los seres humanos comunes. Sin embargo, como afirma la monja taiwanesa Heng-Ching Shih, se dice que las mujeres en el budismo tienen cinco obstáculos, incluyendo ser incapaces de convertirse en un Rey Brahma, Sakra, Rey Mara, Cakravartin o Buda. En la teoría de los Cinco Obstáculos del budismo, una mujer debe renacer como hombre antes de poder seguir adecuadamente el noble camino óctuple y alcanzar la Budeidad perfecta. El Sutra del Loto presenta de manera similar la historia de la hija del Rey Dragón, que desea alcanzar la iluminación perfecta. El Sutra dice que, "Sus órganos femeninos desaparecieron, los órganos masculinos se hicieron visibles, luego apareció como un bodhisattva". En las comunidades budistas chinas y japonesas, desde el siglo XIX, además de estos cinco obstáculos, se ha reconocido que las mujeres tienen tres subordinaciones, a saber, la necesidad de que las mujeres obedezcan a sus padres en la juventud, a sus maridos en la mediana edad y a su hijo mayor en la vejez, lo cual hereda de los textos tradicionales confucianos chinos del Libro de los Ritos, el Kongzi Jiayu y el Mānavadharmasāstra indio.
Algunos estudiosos, como Kenneth Doo Young Lee, interpretan el Sutra del Loto para implicar que "las mujeres eran capaces de obtener la salvación", ya sea después de convertirse primero en un hombre o renaciendo en el reino de la tierra pura después de seguir el Camino. Peter Harvey enumera muchos Sutras que sugieren "haber desvanecido la mentalidad de una mujer y desarrollado la mentalidad de un hombre, nació en su forma masculina actual", y que luego procede a seguir el Camino y se convierte en un Arahant. Entre los textos Mahayana, hay un sutra dedicado al concepto de cómo una persona puede nacer como mujer. La afirmación tradicional es que las mujeres son más propensas a albergar sentimientos de codicia, odio y engaño que un hombre. El Buda responde a esta suposición enseñando el método de desarrollo moral a través del cual una mujer puede lograr renacer como hombre.
Según Wei-Yi Cheng, el Canon Pali guarda silencio sobre el karma inferior de las mujeres, pero tiene declaraciones e historias que mencionan al noble camino óctuple mientras abogan por la subordinación femenina. Por ejemplo, una diosa renacida en el reino celestial afirma:

Cuando nací como ser humano entre los hombres, era nuera en una familia rica. No tenía ira, era obediente a mi esposo, diligente en los días de observancia. Cuando nací como ser humano, joven e inocente, con una mente de fe, deleité a mi señor. De día y de noche actué para complacer. De antaño (...). En el decimocuarto, decimoquinto y octavo (días) de la quincena brillante y en un día especial de la quincena bien conectado con los ocho (preceptos) observé el día de observancia con una mente de fe, fui una que estaba viviendo según el Dhamma con celo en mi corazón...
Vimanavatthu III.3.31Wei-Yi Cheng

Tales ejemplos, según Wei-Yi Cheng, incluyen la mezcla de afirmaciones sobre la práctica espiritual (noble camino óctuple, dhamma), "obediencia a mi marido" y que "De día y de noche actué para complacer", implicando así la sumisión femenina y una obediencia incontestada a la autoridad masculina. Tales afirmaciones no son aisladas, sino comunes, como en la sección II.13 del Petavatthu, que enseña que una mujer tenía que "alejar los pensamientos de una mujer" mientras seguía el Camino y este mérito le obtenía un mejor renacimiento; las historias Jataka del Canon Pali tienen numerosas historias así, al igual que los Sutta chinos que afirman "la indeseabilidad de la condición femenina". Las monjas budistas modernas han aplicado doctrinas budistas como Pratītyasamutpāda para explicar su desacuerdo con el karma inferior de las mujeres en vidas pasadas como se sugiere en Samyutta Nikaya 13, afirma Wei-Yi Cheng, mientras sostiene que el Camino puede ser practicado por cualquier género y "tanto hombres como mujeres pueden convertirse en arhant". Esto se basa en la afirmación de Gautama Buda en el Bahudhātuka-sutta del Majjhima Nikaya en el Canon Pali de que es imposible que una mujer sea "la Perfectamente Justamente Iluminada", "el Monarca Universal", "el Rey de los Dioses", "el Rey de la Muerte" o "Brahma". Las limitaciones anteriores sobre la consecución de la Budeidad por parte de las mujeres fueron abolidas en el Sutra del Loto, que abre un camino directo hacia la iluminación para las mujeres igual al de los hombres. Según Nichiren, "Solo en el Sutra del Loto leemos que una mujer que abraza este sutra no solo supera a todas las demás mujeres sino que supera a todos los hombres".

### Mujeres y la Budeidad
Aunque los textos del budismo temprano como la sección Cullavagga del Vinaya Pitaka del Canon Pali contienen declaraciones de Gautama Buda que afirman que una mujer puede alcanzar la iluminación, también se afirma claramente en el Bahudhātuka-sutta que nunca podría haber una Buda mujer.
En el budismo theravāda, el enfoque de la práctica se centra principalmente en alcanzar nibbana, y el Canon Pali tiene ejemplos de arhat tanto hombres como mujeres que alcanzaron el nibbana. Yasodharā, la exesposa de Buda Shakyamuni y madre de Rahula, se dice que se convirtió en una arhat después de unirse a la orden bhikkhuni de monjas budistas. En las escuelas mahayana, la budeidad es el objetivo universal para los practicantes mahayana. Los sutras mahayana sostienen que una mujer puede alcanzar la iluminación, pero no en forma femenina. Por ejemplo, el Bodhisattvabhūmi, que data del siglo IV, afirma que una mujer a punto de alcanzar la iluminación renacerá como hombre. Según Miranda Shaw, "esta creencia tenía implicaciones negativas para las mujeres, en la medida en que comunicaba la insuficiencia del cuerpo femenino como un locus de iluminación".
Algunos sutras Theravada afirman que es imposible que una mujer sea un bodhisattva, que es alguien en camino a la budeidad. Un bodhisattva solo puede ser un humano (es decir, un hombre). Estos sutras no niegan que las mujeres puedan alcanzar la iluminación, pero no son elegibles para liderar una comunidad budista. Si se ha hecho la aspiración a la budeidad y un Buda del tiempo lo confirma, es imposible renacer como mujer. Un objetivo apropiado para las mujeres es aspirar a renacer como hombres. Pueden convertirse en hombres mediante acciones morales y una sincera aspiración a la masculinidad. Nacer como mujer es resultado de un mal karma.
Sin embargo, los cuentos Jataka (historias de las vidas pasadas del Buda como bodhisattva dentro del canon Theravada) mencionan que el Buda pasó una de sus vidas pasadas como princesa. Esto es directamente contradictorio a la afirmación de que un bodhisattva no puede nacer como mujer.
La aparición de Budas femeninas se puede encontrar en la iconografía tántrica de la práctica del camino Vajrayana del budismo. A veces son las consortes del principal yidam de un mandala de meditación, pero Budas como Vajrayogini, Tara y Simhamukha aparecen como figuras centrales de las sadhana tántricas por derecho propio. El budismo Vajrayana también reconoce a muchas yogini femeninas como alcanzando la plena iluminación de un Buda. Miranda Shaw cita fuentes que refieren que "entre los estudiantes del adepto Naropa, se dice que doscientos hombres y mil mujeres alcanzaron la completa iluminación". Yeshe Tsogyal, una de las cinco consortes tántricas de Padmasambhava, es un ejemplo de una mujer (Yogini) reconocida como Buda femenina en la tradición Vajrayana. Según la Karmapa linaje, sin embargo, Tsogyel alcanzó la budeidad en esa misma vida. En el sitio web del Karmapa, el jefe de la escuela Karma Kagyu del budismo tibetano, se afirma que Yeshe Tsogyal—unos treinta años antes de trascender la existencia mundana—finalmente emergió de un retiro de meditación aislado (c. 796-805 d. C.) como "una Buda completamente iluminada" (samyak-saṃbuddha)[cita requerida].
Existen predicciones de Buda Sakyamuni que se encuentran en el capítulo trece del Mahayana Sutra del Loto, refiriéndose a futuros logros de Mahapajapati y Yasodharā.
En el siglo XX, Tenzin Palmo, una bhikshuni budista tibetana en la línea Drukpa de la escuela Kagyu, declaró: "He hecho un voto de alcanzar la iluminación en forma femenina, sin importar cuántas vidas tome".

### La divina femenina como Buda Locana en el Tantrismo
La divina femenina está conectada con la historia de la iluminación de Gautama Buda bajo el árbol bodhi. Cuando Mara aparece ante Gautama y cuestiona su dignidad para convertirse en el Iluminado, Gautama invoca a la Madre Tierra para que sea testigo de su mérito a lo largo de incontables vidas anteriores tocando el suelo. Este gesto es conocido como el bhūmisparśa o "mudra del testimonio de la tierra". Aunque la Madre Tierra está asociada con la Diosa Prithvi, Alex Wayman afirma que la divina femenina en el Tantra está relacionada con una multitud de términos, incluyendo prajna ('sabiduría'), yogini ('mujer yogui'), vidya ('conocimiento'), devi ('diosa'), matr ('madre'), matrka ('madre' o 'letras') y mudra ('sello' o 'gesto'). La expresión antropomórfica de la Madre Tierra en la historia de la iluminación de Gautama se desarrolló en la figura de Buda Locana ("ojos") en el Tantrismo. Como una de las Cinco Madres Buda que representa la pureza del elemento tierra, Buda Locana es una Buda femenina completamente iluminada y es la consorte de Akshobya según el Guhyasamāja Tantra o "Asamblea Secreta". En el mandala del Guhyasamāja, Buda Locana ocupa un estatus superior al de Gautama Buda, ya que él no pudo alcanzar la iluminación sin que ella fuera llamada como testigo. Su título de Madre Buda, sin embargo, no debe confundirse en este contexto con una figura de parto. Más bien, el papel de Madre Buda se refiere a su estatus primordial. Como una forma metafórica, Buda Locana representa el ojo omnisciente y la figura materna que vela por la humanidad. Alex Wayman sugiere que el simbolismo metafórico de la tierra representa el poder de arya-prajna, que proporciona los medios para destruir la ilusión. La naturaleza primordial y la significancia central de Buda Locana se pueden ver en su ubicación en el mandala, ya que representa la prajna del Buda Vairocana, quien a su vez es el dharmakaya de Gautama Buda. Debido a esta clasificación, Buda Locana representa el alto estatus de la divina femenina en el Tantra, un estatus que supera al principio masculino.

### Escrituras
- Therigatha: Versos de las monjas ancianas (en inglés)
- Discursos de las monjas antiguas (Bhikkhuni-samyutta) (en inglés)

### Artículos
- Women and Buddhism at the Shambhala Sun Magazine
- Zen, Women, and Buddhism
- Female Buddhas and Bodhisattvas according to Tibetan Buddhist tradition WAiB
- Women Active in Buddhism: Resources on Women's Ordination
- Sakyadhita: the International Association of Buddhist Women
- Buddhanet: Women in Buddhism